# غييرمو فرانكو
غييرمو فرانكو (بالإسبانية: Guillermo Franco)‏ (مواليد 3 نوفمبر 1976 في كوريينتس - الأرجنتين) لاعب كرة قدم مكسيكي ذو أصول أرجنتينية يلعب حاليا لصالح نادي الدرجة الممتازة وست هام يونايتد الإنجليزي منذ 2009 في مركز المهاجم .

## روابط خارجية
- غييرمو فرانكو على موقع الاتحاد الدولي (مؤرشف)  (الإنجليزية)
- غييرمو فرانكو على موقع الدوري الأمريكي (الإنجليزية)
- غييرمو فرانكو على موقع قاعدة بيانات كرة القدم.إي يو (الإنجليزية)
- غييرمو فرانكو على موقع ليكيب (الفرنسية)
- غييرمو فرانكو على موقع ناشيونال فوتبول تيمز (الإنجليزية)
- غييرمو فرانكو على موقع Soccerbase.com (لاعب) (الإنجليزية)
- غييرمو فرانكو على موقع Soccerway.com (الإنجليزية)
- غييرمو فرانكو على موقع عالم كرة القدم.نت (الإنجليزية)
- غييرمو فرانكو على موقع كووورة